# Port Zélande
Port Zélande is een voormalig Gran Dorado-park dat deel uitmaakt van Center Parcs. Het park is gelegen in Zuid-Holland aan de oostzijde van de Brouwersdam, aan het Grevelingenmeer, tussen de eilanden Goeree-Overflakkee in Zuid-Holland en Schouwen-Duiveland in Zeeland. De bouwstijl van het park imiteert een Zuid-Frans vissersdorp. Het complex heeft een oppervlakte van ongeveer 27 hectare (waaronder 5 ha. camping) en het telt ruim 700 bungalows.

## Geschiedenis

### Het Gran Dorado-tijdperk

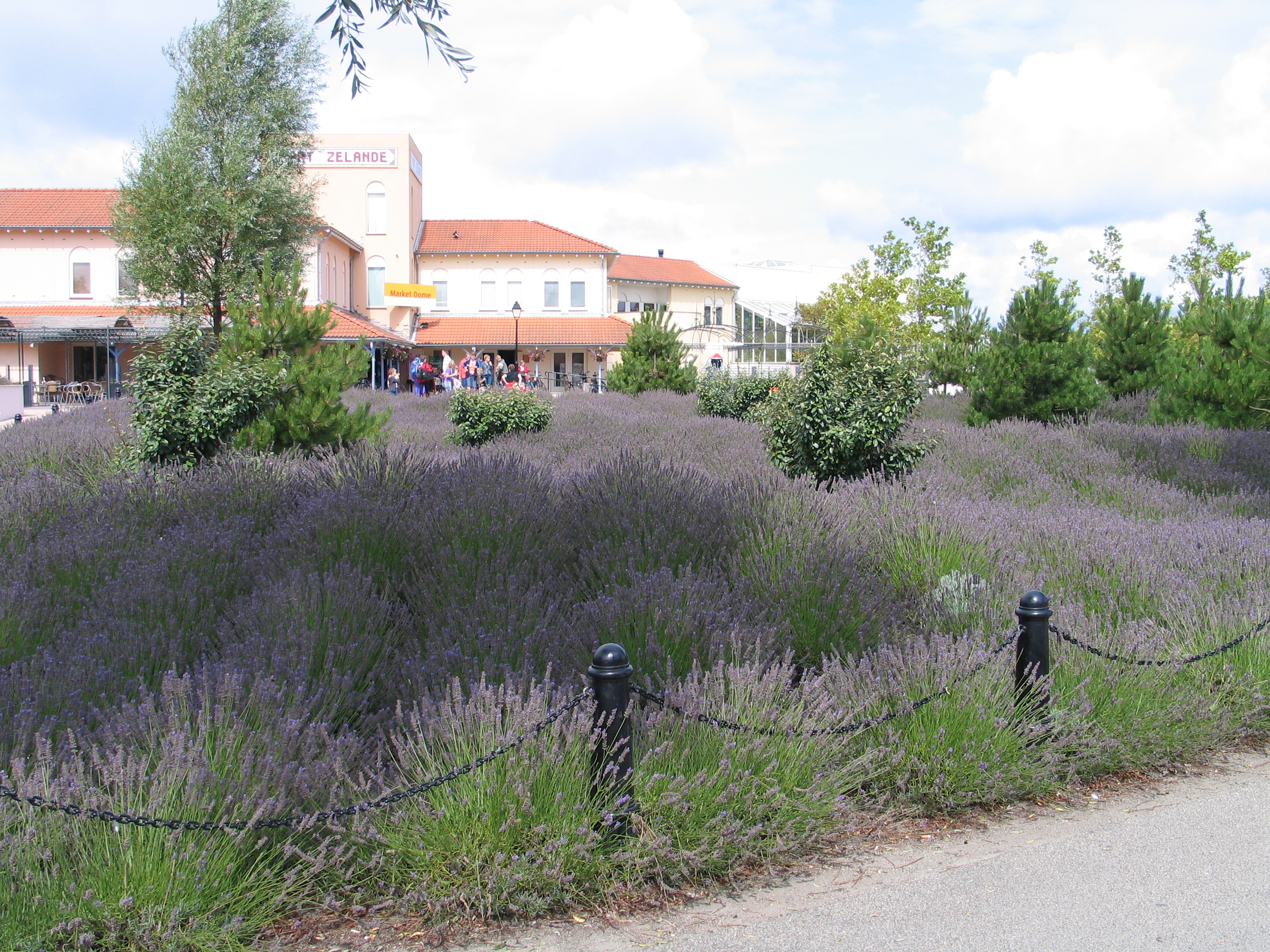
Market Dome van Port Zélande

Op 5 mei 1990 opende projectontwikkelaar Rene Coltof bungalowpark Port Zélande. In eerste aanleg was de bouw een particulier project, maar gaandeweg werden aanleg en exploitatie aan Gran Dorado overgedragen. Op het park werd een Gran Place gerealiseerd, waarin een supermarkt, snackbar, souvenirshop, bijouterie en enkele restaurants waren gevestigd. Tevens kwam er op het park een subtropisch zwembad met daarin onder andere een golfslagbad, whirlpool en twee waterglijbanen.
In 2001 werd bekend dat de eigenaar Pierre & Vacances Gran Dorado met de voormalige concurrent Center Parcs wil laten fuseren en in 2002 werd dit een feit. De Nederlandse Mededingingsautoriteit dwong Pierre & Vacances tot een zekere reorganisatie, waarbij zowel van Center Parcs als van Gran Dorado bezittingen werden afgestoten. Port Zélande was een van de parken die overging naar (toen nog) Center Parcs-Gran Dorado.

### Center Parcs

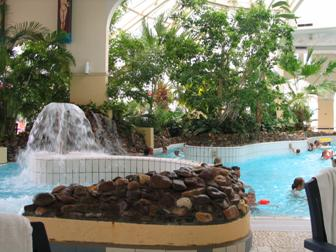
Aqua Mundo Port Zélande in 2005

In 2002 wees marktonderzoek uit dat Center Parcs het sterkere merk was en in 2003 gingen alle parken onder die naam verder. Voor Port Zélande, samen met nog vier andere Gran Doradoparken, betekende dit een complete restyling. Het Gran Buffet werd Market Buffet, Subtropisch Zwembad werd Aqua Mundo en de naam bungalow veranderde in cottage. Naast de verandering van de namen, werden de cottages ingericht in Mediterrane stijl en kreeg het park bewegwijzering in de stijl van Center Parcs.
Om onderscheid te maken tussen de parken, werden er subbrands geïntroduceerd: CenterParcs Original, FreeLife from CenterParcs en SeaSpirit from CenterParcs, waartoe Port Zélande behoorde. In 2006 ging deze indeling alweer op de schop en verdwenen de subbrands. Alle parken werden hernoemd in enkel Center Parcs. Ze werden naar klasse ingedeeld, aangeduid met een aantal vogeltjes. Port Zélande kwam in de viervogeltjescategorie. De meeste andere parken mochten vijf vogeltjes voeren, maar er zijn er ook enkele met drie.
In 2007 werd de Aqua Mundo van Port Zélande uitgebreid met een 'nieuwe generatie'-wildwaterbaan met kruisende banen en een nieuwe waterglijbaan, de Turbo Tunnel. Tien jaar later werd er weer een renovatie opgestart. De cottages werden vernieuwd, net zoals de Market Dome. Ook is er een nieuw Water Playhouse geopend in de Aqua Mundo.

## Faciliteiten
Port Zélande heeft onder andere de volgende faciliteiten:
- Een wildwaterbaan met drie splitsingen waardoor verschillende trajecten gevolgd kunnen worden, maar wel met minder verval dan de andere wildwaterbanen.
- De Turbo Tunnel, een lange glijbaan die bezoekers zittend in een grote band kunnen gebruiken, met twee stijgende stukken waar waterjets de voortstuwing van de band verzorgen.
- Adventure Factory, onder andere met een Australisch getinte indoor minigolf
- Zeil- en duikschool

## Camping Port Zélande
Bij de opening van bungalowpark Port Zélande werd ook Camping Kabbelaarsbank in gebruik genomen. Toen Port Zélande in 2003 onderdeel werd van Center Parcs kreeg het kampeerbedrijf de naam Camping Port Zélande.

## MarinaPort Zélande
De jachthaven en bijbehorende diensten Marina Port Zélande is een zelfstandige lostaande organisatie. Die is vlak bij gevestigd op het adres Kabbelaarsbank 5.01 te Ouddorp.